# Hypocacia shimomurai
Hypocacia shimomurai là một loài bọ cánh cứng trong họ Cerambycidae.